# Simon Pietersz. Verelst

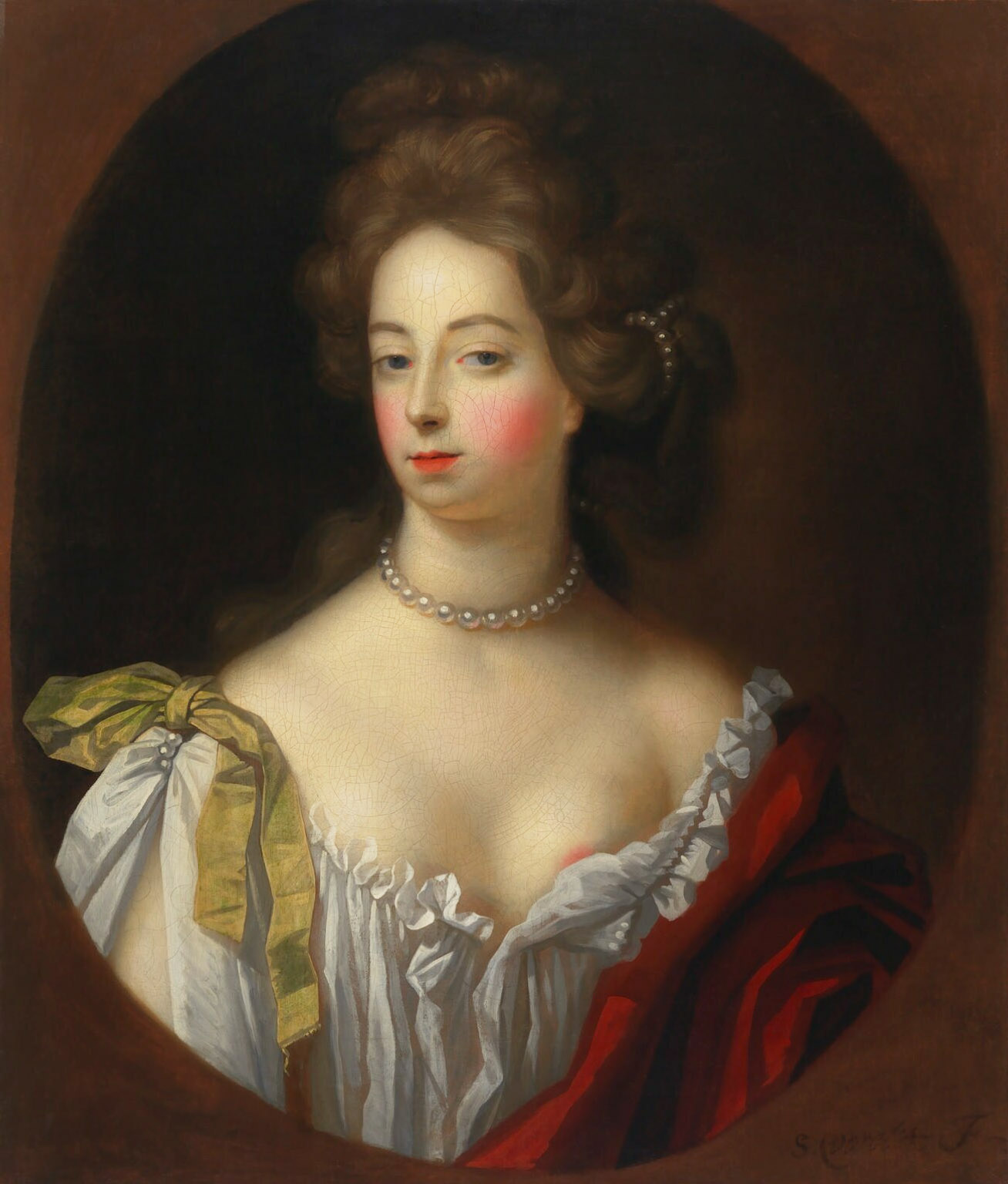
Portret van Nell Gwyn, ca. 1680, National Portrait Gallery, Londen

Simon Pietersz. Verelst (Den Haag, ged. 21 september 1644 - Londen, 1710?) was een Nederlands kunstschilder. Hij vervaardigde stillevens en portretten.
Verelst was de tweede zoon van Pieter Hermansz. Verelst, die ook zijn leermeester was. Zijn broers Herman en Johannes Verelst waren eveneens kunstschilder. Ook Hermans kinderen Cornelis en Maria en diens kleinzoon William Verelst behoorden tot de kunstenaarsdynastie.
Simon Verelst was actief in Den Haag en Voorburg vanaf 1663. Hij was er lid van het mede door zijn vader opgerichte Haagse genootschap Confrerie Pictura. In 1668 ging Verelst, die zichzelf 'de God van de bloemen' noemde, naar Londen. Daar liet hij zich door zijn patroon, de hertog van Buckingham, overhalen om naast stillevens ook portretten te schilderen.
Hij was de leermeester van de eveneens uit Den Haag afkomstige Louis Michiel en van zijn nichtje Maria.